# Prémio Simone de Beauvoir
O Prémio Simone de Beauvoir para a liberdade das mulheres, também conhecido como Prémio Simone de Beauvoir (em francês:  Prix Simone de Beauvoir pour la liberté des femmes) é um prémio internacional criado em 2008.
Apoiado pela Universidade Diderot de Paris, é atribuído a quem promova a liberdade das mulheres no mundo, e o seu nome é uma homenagem à escritora e filósofa francesa Simone de Beauvoir, reconhecida internacionalmente pelos contributos para o feminismo e para a defesa dos direitos das mulheres.
O prémio foi criado por Julia Kristeva no dia 9 de janeiro de 2008, o centésimo aniversário do nascimento de Beauvoir. Sylvie Le Bon de Beauvoir e Pierre Bras são os diretores do comitê do prémio.

## Premiados
- 2008 Taslima Nasrin, bengali e Ayaan Hirsi Ali, neerlandesa.
- 2009 Campanha "Um milhão de assinaturas para a abolição das leis discriminatórias contra as mulheres no Irão" .[3]
- 2010 Ai Xiaoming, professora do Departamento de Língua e Literatura Chinesa da Universidade Sun Yat-sen e Guo Jianmei, advogada da ONG chinesa Women's Law Studies and Legal Aid Center da Universidade de Pequim.[4]
- 2011 Liudmila Ulítskaya, novelista russa.[5]
- 2012 Associação Democrática Tunisina de Mulheres.
- 2013 Malala Yousafzai, paquistanesa.
- 2014 Michelle Perrot, pioneira em França dos estudos de mulheres e de género
- 2015 National Museum of Women in the Arts de Washington, único museu do mundo inteiramente dedicado à criatividade artística das mulheres.[6]
- 2016 : Guisi Nicoli, autarca de Lampedusa, pela sua implicação no acolhimento de imigrantes na ilha e esforços para conseguir a aceitação por parte da população local.[7]
- 2017 : Barbara Nowacka
- 2018 : Aslı Erdoğan, escritora e ativista pelos direitos humanos turca.